# Pontiac (Michigan)
Pontiac è una city degli Stati Uniti d'America, capoluogo della contea di Oakland nello Stato del Michigan. È un sobborgo di Detroit.
La città è nota per ospitare i primi stabilimenti della General Motors e per il Pontiac Silverdome, grande struttura coperta per spettacoli e manifestazioni sportive demolita nel 2017.
La "febbre di Pontiac", causata da alcuni batteri del genere Legionella come Legionella pneumophila, è così chiamata proprio perché i primi casi vennero riconosciuti nella città di Pontiac nel 1968.